# Frances Benjamin Johnston
Frances Benjamin Johnston, née le 15 janvier 1864 à Grafton dans l'Etat de la Virginie Occidentale  et morte le 16 mai 1952 à La Nouvelle-Orléans dans l'Etat de la Louisiane, 
Elle fait partie de la génération des femmes photographes qui émergent au tournant du XX° siècle avec Lillian Baynes Griffin (en), Jessie Tarbox Beals et Gertrude Käsebier.
Elle est avec Berenice Abbott, Dorothea Lange l'une des premières femmes américaines pratiquant le photojournalisme.
Elle est également membre du mouvement dit de la Photo-Secession animé par Alfred Stieglitz.

## Biographie

### Jeunesse et formation

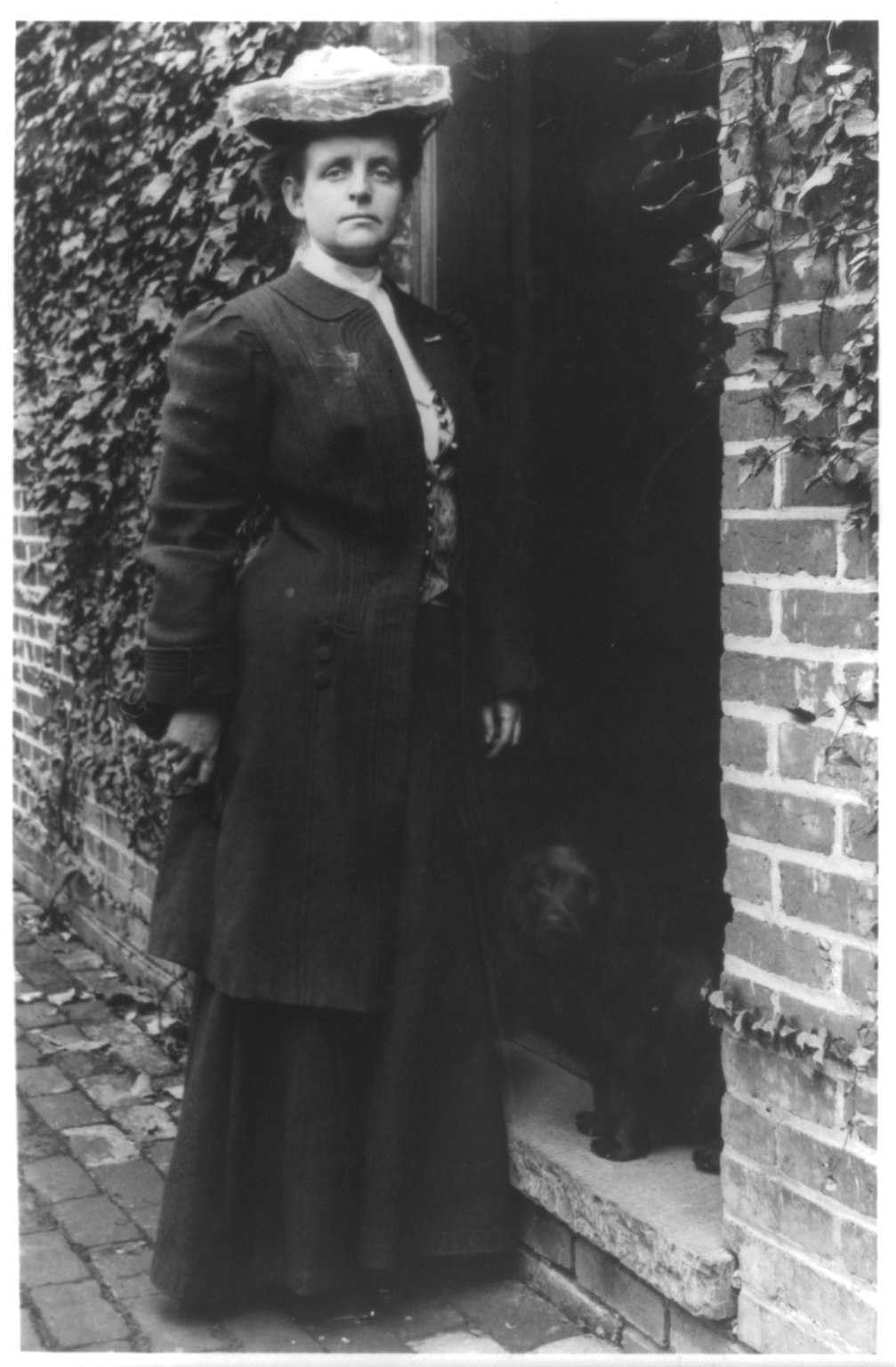
Photographie de Frances Benjamin Johnston.

Frances Benjamin Johnston, née le 15 janvier 1864 à à Grafton, est l'enfant unique de Anderson Dolophon Johnston, un comptable du département du Trésor des États-Unis et de Frances Antoinette Benjamin épouse Johnston, une journaliste politique et parente de l'épouse de Grover Cleveland, ce qui facilitera l'entrée de sa fille à la Maison Blanche,,. 
Elle passe les premières années de son enfance à Rochester, New-York puis à Washington (district de Columbia). 
Après avoir être diplômée de l'école d'art Notre Dame Convent de Govans, Baltimore (en) dans l'Etat du Maryland, Frances Benjamin Johnston part pour Paris étudier le dessin et la peinture à l'Académie Julian de 1884 à 1885,,,. 
De retour aux Etats-Unis, Frances Benjamin Johnston continue ses études auprès de l'Art Students League of New York,,. 

### Carrière professionnelle

#### Les débuts
En 1887, après une brève période d'apprentissage auprès du photographe Thomas Smillie (en) alors qu'il est le directeur du département de la photographie de la Smithsonian Institution, elle publie son premier article illustré par des photos au sein du numéro de décembre 1889 du Demorest's Illustrated Monthly (en), article ayant pour sujet la United States Mint ,.
Selon une tradition elle aurait interrogé George Eastman pour lui demander quel serait le meilleur appareil photo adapté à la photographie de presse, ce dernier lui aurait envoyé un appareil photo Kodak avec ses compliments,. 

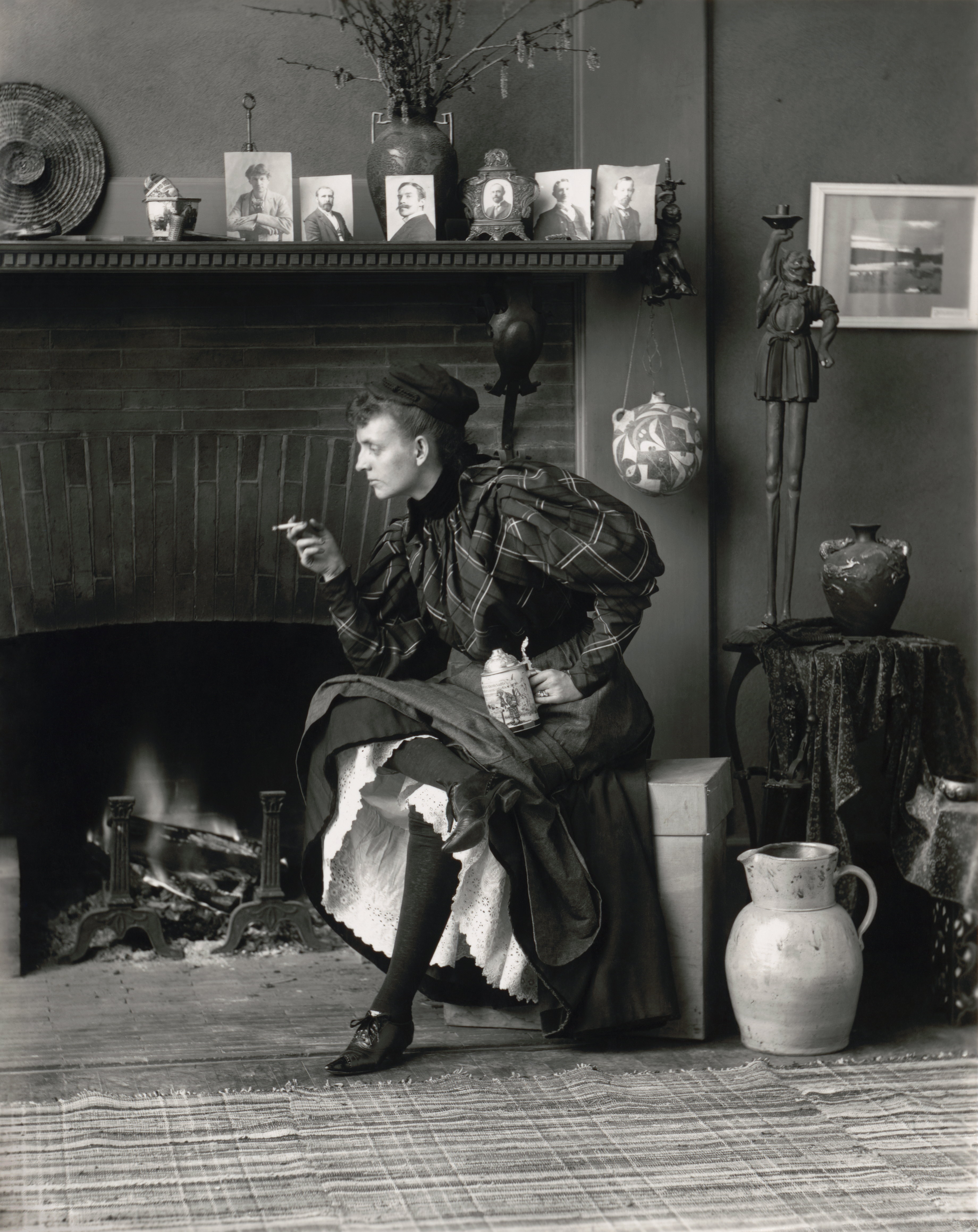
Autoportrait de Frances Benjamin Johnston titré "New Woman".

En 1890, elle crée son atelier et studio photographique dans la roseraie de son père. Elle l'aménage de telle façon qu'elle y peut recevoir ses amis chaque mercredi après-midi.  Frances Benjamin Johnston, mène deux vies en parallèle, l'une celle d'une jeune femme victorienne qui a ses entrées à la Maison Blanche et auprès des cercles des personnalités de Washington, l'autre celle d'une vie de bohème avec ses amis artistes, poètes, dramaturges qui se moquent des convention de l'ère victorienne.

##### Photographier des célébrités
Durant les années 1890, Frances Benjamin Johnston commence à photographier les extérieurs et les intérieurs de la Maison Blanche, ses clichés sont publiés en 1893 sous le titre de The WhIte House. Elle photographie également diverses personnalités du monde artistique et politique de Washington telles que Graham Bell, Mark Twain, Andrew Carnegie, Jane Cowl ou Susan B. Anthony.
Elle réalise des portraits notamment de personnalités et de dignitaires qu'elle envoie au Ladies' Home Journal et au Demorest's Illustrated Monthly ainsi qu'à divers magazines,.

##### New Woman
Dans un autoportrait titré «  New Woman » réalisé en 1896, elle se photographie devant une cheminée, de profil, petit chapeau posé à l'arrière de la tête, cigarette et chope de bière en mains, les jambes croisées, tournant le dos aux cruches.

##### La féministe
En 1897, elle publie un article dans un magazine féminin, le Ladies' Home Journal, intitulé « What a Woman Can Do with a camera », où elle détaille pour les lectrices les préalables et les conseils de création d'un atelier photo, pour en faire une activité professionnelle. 

##### Première reconnaissance

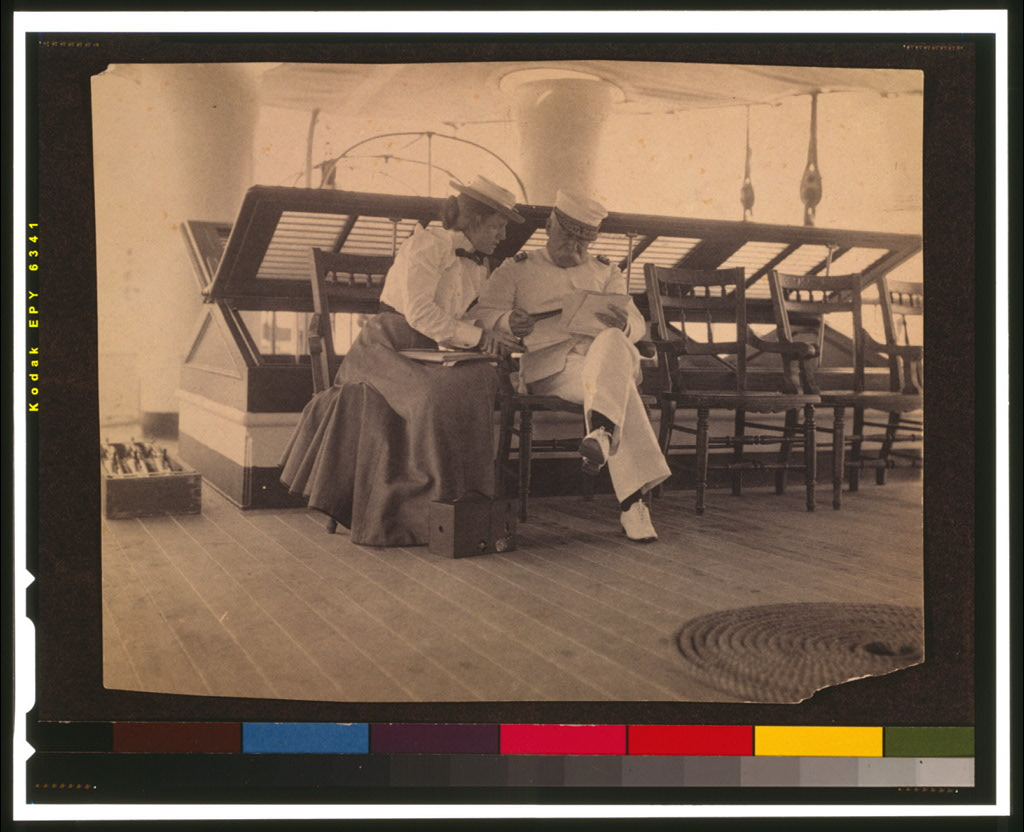
Frances B. Johnston et l'amiral George Dewey à bord du U.S.S. Olympia.

En 1899, Frances Benjamin Johnston entreprend un voyage en Europe ; elle y prend notamment des clichés de l'amiral George Dewey et sa flotte qui mouille à Naples après sa victoire de la bataille de la baie de Manille, de retour elle photographie également les effets de l'industrialisation en se rendant visiter les mines de Shenandoah dans l'Etat de Pennsylvanie, une usine de fabrication de chaussures à Lynn dans l'Etat du Massachusetts, une usine qui fabrique des boîtes à cigares également dans le Massachusetts. La reconnaissance de son travail de photographe fait qu'elle est choisie pour siéger aux côtés de Gertrude Käsebier et de Clarence Hudson White (en) comme membre d'un jury de l'exposition de la Philadelphia Photographic Society (« Société photographique de Philadelphie »),. 

#### L'exposition universelle de 1900
En 1900, notamment pendant l'Exposition universelle de 1900 à Paris, Frances Benjamin Johnston organise deux expositions successives dans la capitale française, réunissant les créations photographiques de 26 femmes photographes. Exposition qui ensuite se tient à Moscou et Saint Pétersbourg pour retourner à Paris en janvier 1901 au Photo-club de Paris.
Grâce à ses photographies de l'Hampton Normal and Agricultural Institute de Virginie, établissement fondé pendant l'ère dite de la Reconstruction afin de préparer les Afro-Américains et Amérindiens à des emplois professionnels, elle y obtient une médaille d'or,. 
Ses photographies sont exposées au Palais de l'économie sociale, avec l'appui de W.E.B Dubois et de Booker T. Washington. Photographies qui se démarquent des autres clichés des Noirs d'Afrique vivant dans les colonies françaises.
Quand elle est de retour aux Etats-Unis ses clichés sont emportés pour être exposés au Museum of Modern Art.
Ce succès fait qu'elle est invitée à participer au troisième International Congress of Photography (« Congrès international de photographie) ») qui se tient à Paris où elle est récipiendaire de la médaille des Palmes académiques pour ses contributions,.

#### Photo- Sécession
En 1904, Frances Benjamin Johnston devient membre du mouvement dit de la Photo-Sécession.

#### Photographier les Afro-Américains et les Amérindiens

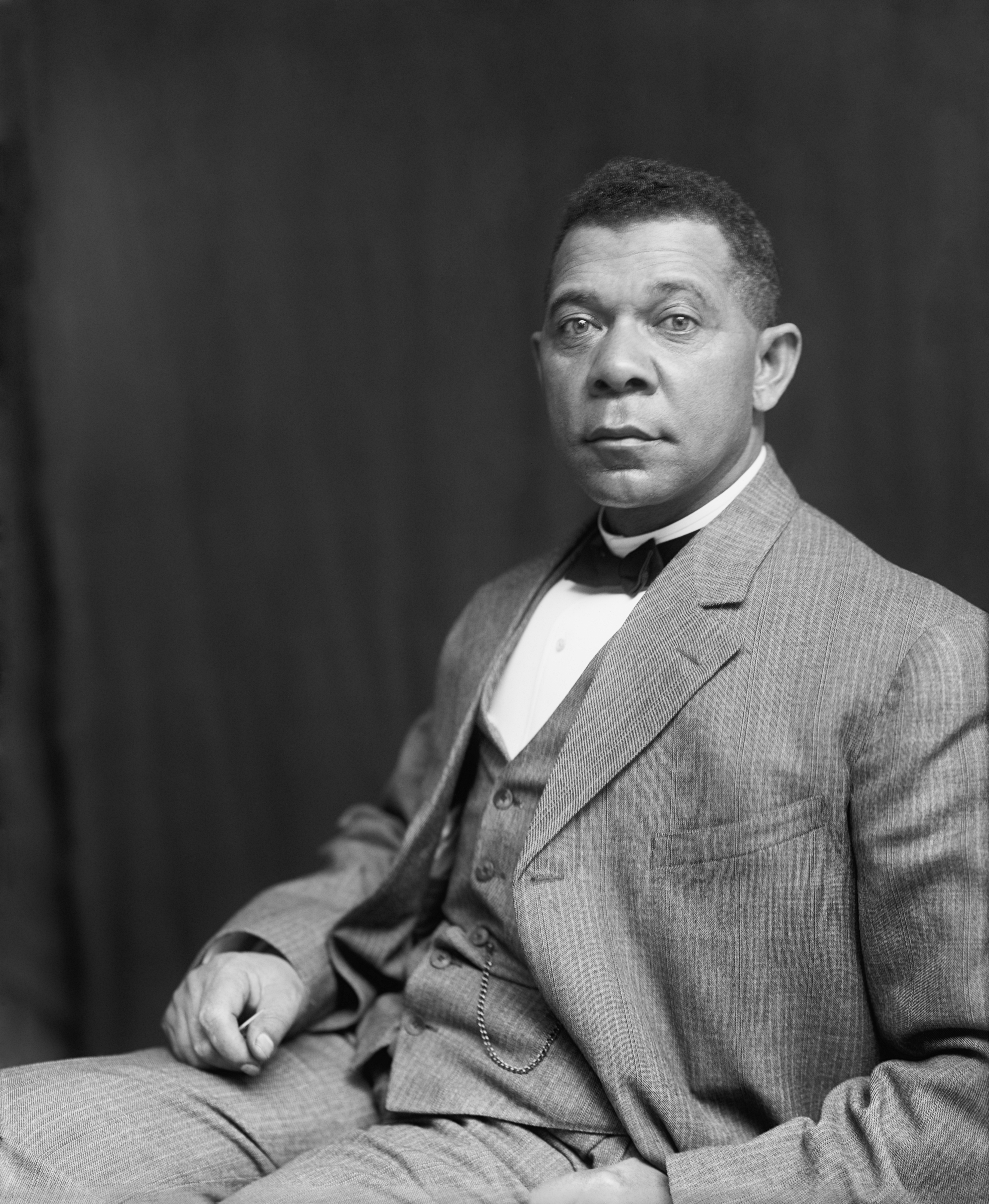
Portrait de Booker T. Washington réalisé par Frances Benjamin Johnston.

Frances Benjamin Johnston continue son travail sur les établissement de formation, en 1900, elle se rend à l'École industrielle indienne de Carlisle en Pennsylvanie, puis en 1902 et 1906 elle visite le Tuskegee Institute dirigé par Booker T. Washington,.

#### Célébrités et architecture

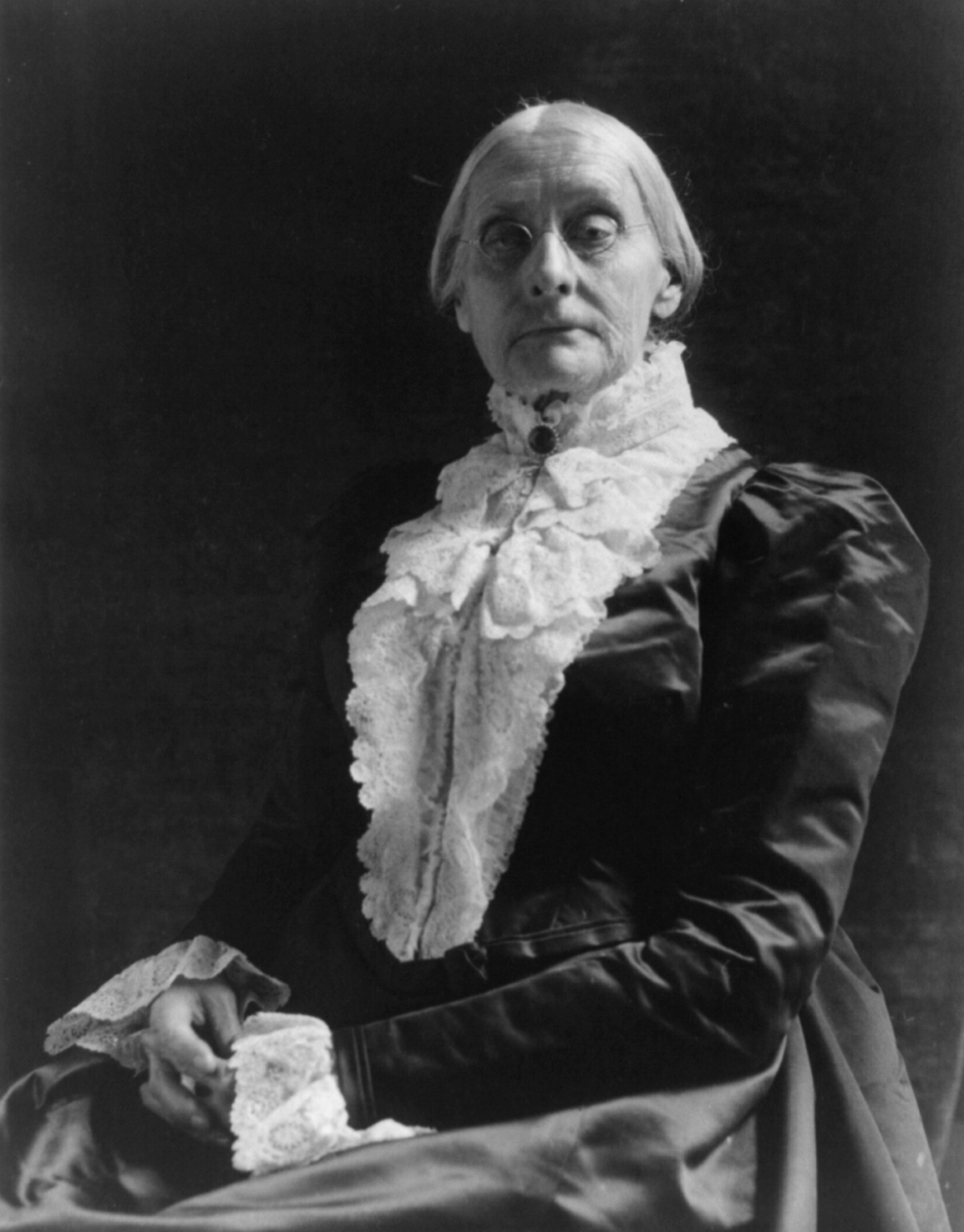
Susan B. Anthony photographiée par Frances Benjamin Johnston.

Durant les années 1900, Frances Benjamin Johnston reprend son travail sur les célébrités notamment en photographiant William McKinley, Theodore Roosevelt et les membres de sa famille, Mark Twain, Joel Chandler Harris et la championne des droits des femmes Susan B. Anthony,.
Entre 1913 et 1917, Frances Benjamin Johnston avec Mattie Edwards Hewitt ouvre un studio à New-York spécialisé dans la photographie de monuments, résidences, de domaines et jardins. Leurs principaux clients sont entre autres John Pierpont Morgan, la famille Vanderbilt, la famille Whitney et la famille Astor. Leurs premières commandes consistent à photographier le New Theatre de New-York puis différents immeubles appartenant à John Pierpont Morgan et à John Jacob Astor IV ,.
En 1924,  Frances Benjamin Johnston sur une commande de la Virginie, il lui  est demandé de photographier l'ensemble des maisons, résidences des villes du Sud datant de l'ère coloniale qui n'ont pas été encore photographiées, la même année elle reçoit une commande de la même sorte émanant de la ville de Fredericksburg dans l'Etat de Virginie ainsi que pour d'autres Etats du Sud. Les photographies prises sont exposées en 1929 à la Bibliothèque du Congrès,.  
Entre 1933 et 1940, elle aura pris environ 7 000 clichés des neufs Etats du Sud qui seront publiés dans deux albums différents . Cet immense travail est financé par Andrew Carnegie . 

#### La Nouvelle Orléans
En 1940, Frances Benjamin Johnston emménage à La Nouvelle Orléans où elle a acheté une résidence sur la Bourbon Street,. 
Malgré son âge elle y donne ponctuellement des conférences.  
En 1947, Frances Benjamin Johnston lègue ses négatifs et sa correspondance à la Bibliothèque du Congrès,.

### Vie privée
Sa compagne est la photographe Mattie Edwards Hewitt,.
Elle meurt en 1952, à 88 ans dans sa résidence de La Nouvelle Orléans sise à la Bourbon Street,. 

## Œuvres
- (en-US) The White House : with thirty-six illustrations from Miss Johnston's unique collection of recent photographs of the executive mansion., Washington, D.C., Gibson Bros., 1893 (OCLC 904402086),
- (en-US) « What a Woman can do with a Camera : with reproductions of photographs taken by the author, and here published for the first time », Ladies' home journal, vol. 14, no 10,‎ 1897, p. 2
- (en-US) Kate Brannon Knight (photogr. Frances Benjamin Johnston), History of the work of Connecticut women at the World's Columbia Exposition, Chicago, 1893, Hartford, Connecticut, Hartford Press, 1898, 171 p. (OCLC 166588205),
- (en-US) Booker Taliaferro Washington, et Frances Benjamin Johnston, Working with the hands : being a sequel to "Up from slavery," covering the author's experiences in industrial training at Tuskegee, New York, Doubleday, Page & Co. (réimpr. 1915, 2025) (1re éd. 1904), 246 p. (ISBN 9781023580366, OCLC 801135981),
- (en-US) Frances Benjamin Johnston, The president's cabinet : From photographs made especially for the American Magazine, New York, American Magazine, 1906 (OCLC 44641017)
- (en-US) H. I. Brock (photogr. Frances Benjamin Johnston), Colonial churches in Virginia, Richmond, Virginie, The Dale Press, 1930, 94 p. (OCLC 753237435),
- (en-US) Frances Benjamin Johnston, The early architecture of North Carolina, Chapel Hill, Caroline du Nord, University of North Carolina Press (réimpr. 1947) (1re éd. 1941), 290 p. (OCLC 463946085),
- (en-US) Albert Sidney Johnston (photogr. Frances Benjamin Johnston), Through all change, Dallas, Texas, American Guild Press, 1956, 39 p. (OCLC 8069227),
- (en-US) Pete Daniel et Raymond Smock (photogr. Frances Benjamin Johnston), A Talent for Detail : The Photographs of Miss Frances Benjamin Johnston, 1889-1910, New york, Harmony Books, 1974, 182 p. (ISBN 9780517516430, OCLC 469942930, lire en ligne),
- (en-US) The Hampton Album, New York, The Museum of Modern Art, New York, 2019, 200 p. (ISBN 9781633450813),

## Archives
Les archives de Frances Benjamin Johnston sont déposées à la Bibliothèque du Congrès et à la Louis Round Wilson Library (en) de l'université de Caroline du Nord à Chapel Hill.

## Galerie

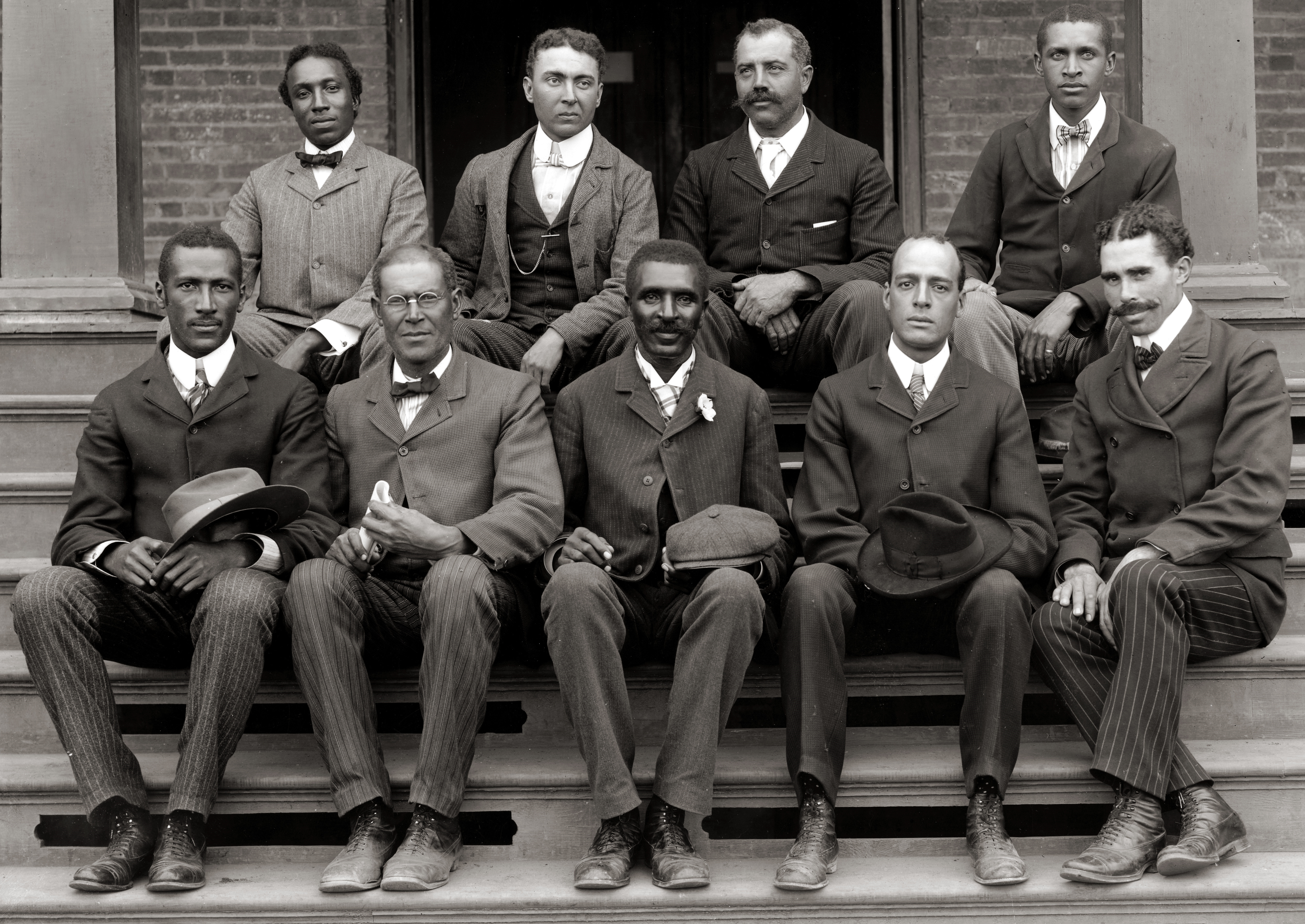
George Washington Carver (1er rang, centre) et ses collègues du Tuskegee Institute vers 1902.
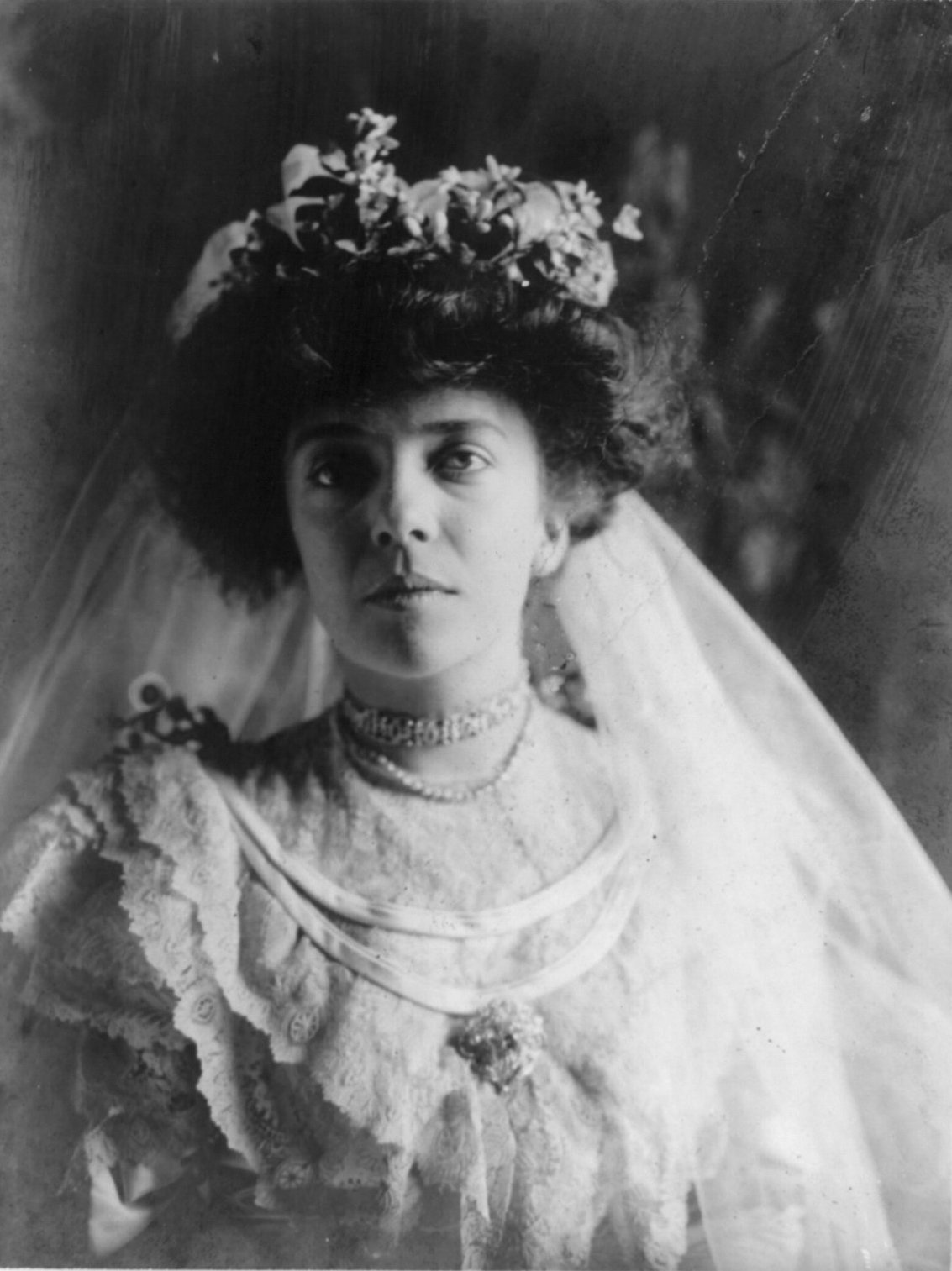
Alice Roosevelt en tenue de mariée (1906).
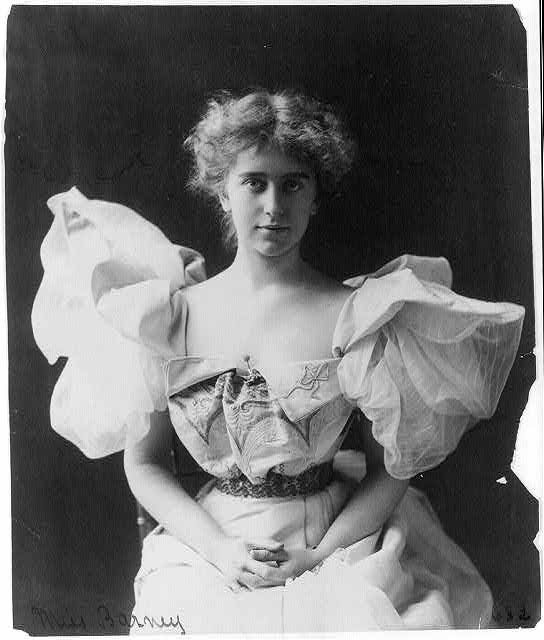
Natalie Clifford Barney entre 1890 et 1910.
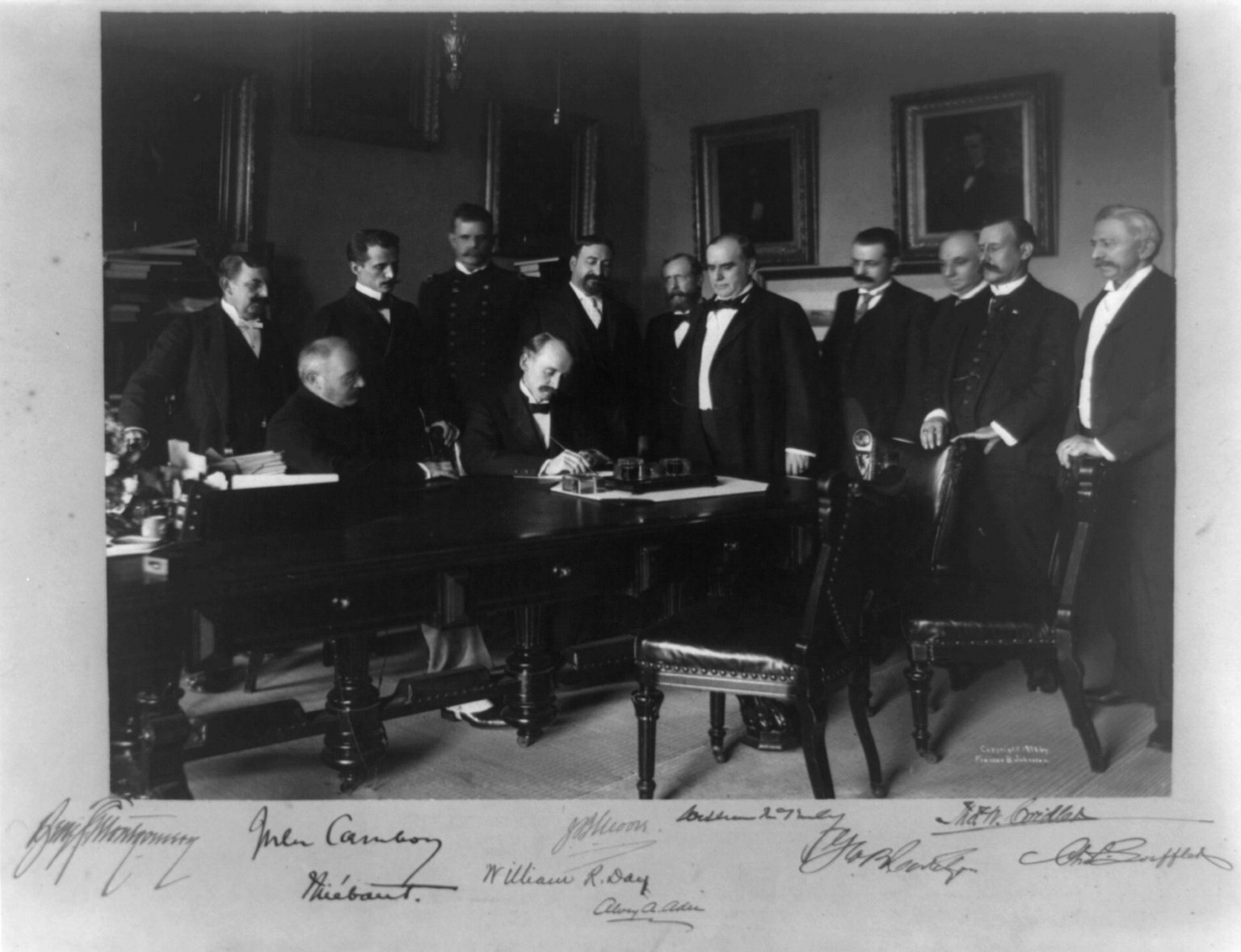
« Signature du Protocole », marquant la cessation des hostilités entre les États-Unis et l'Espagne.
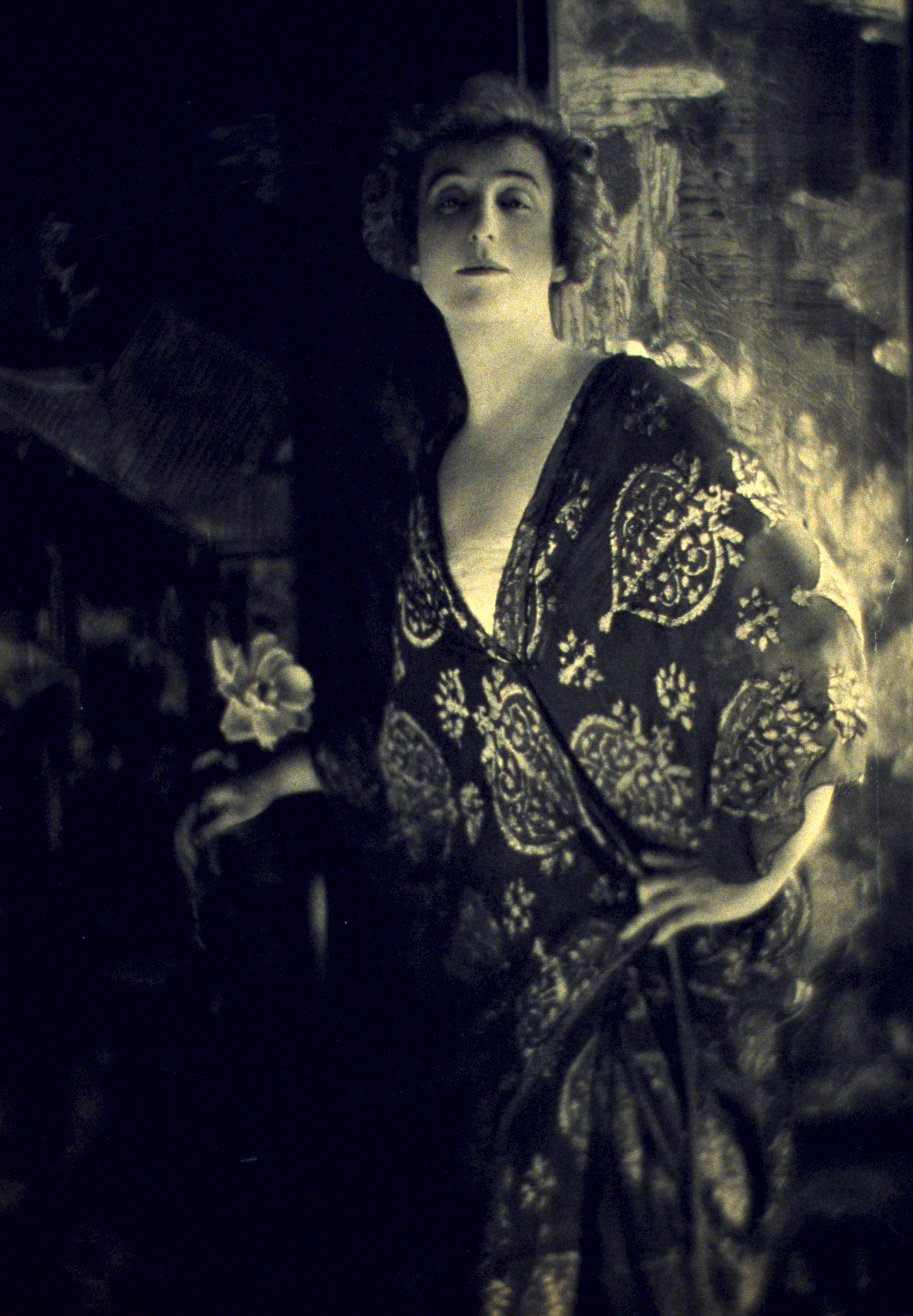
Ava Lowle Willing
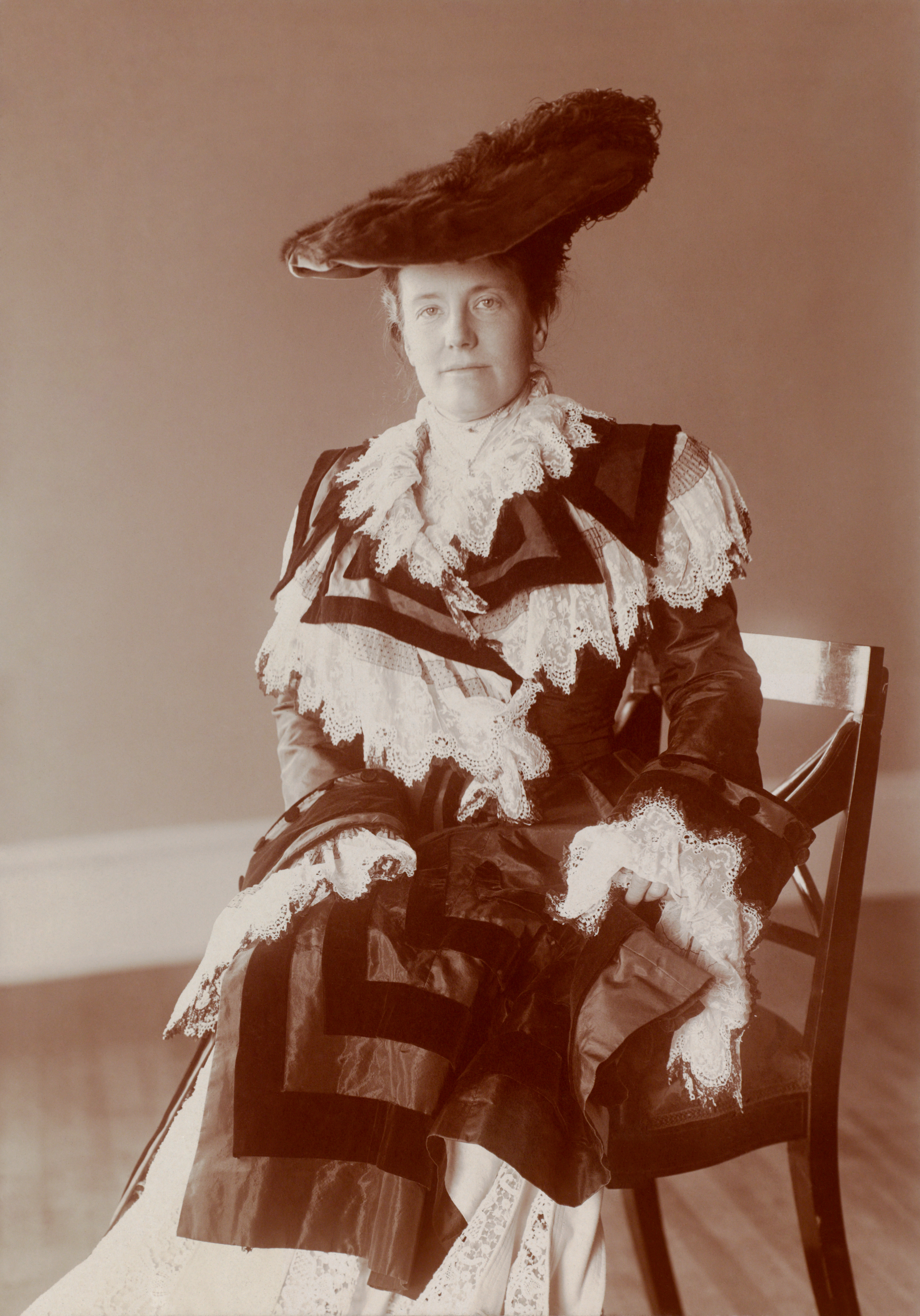
La First Lady Edith Roosevelt
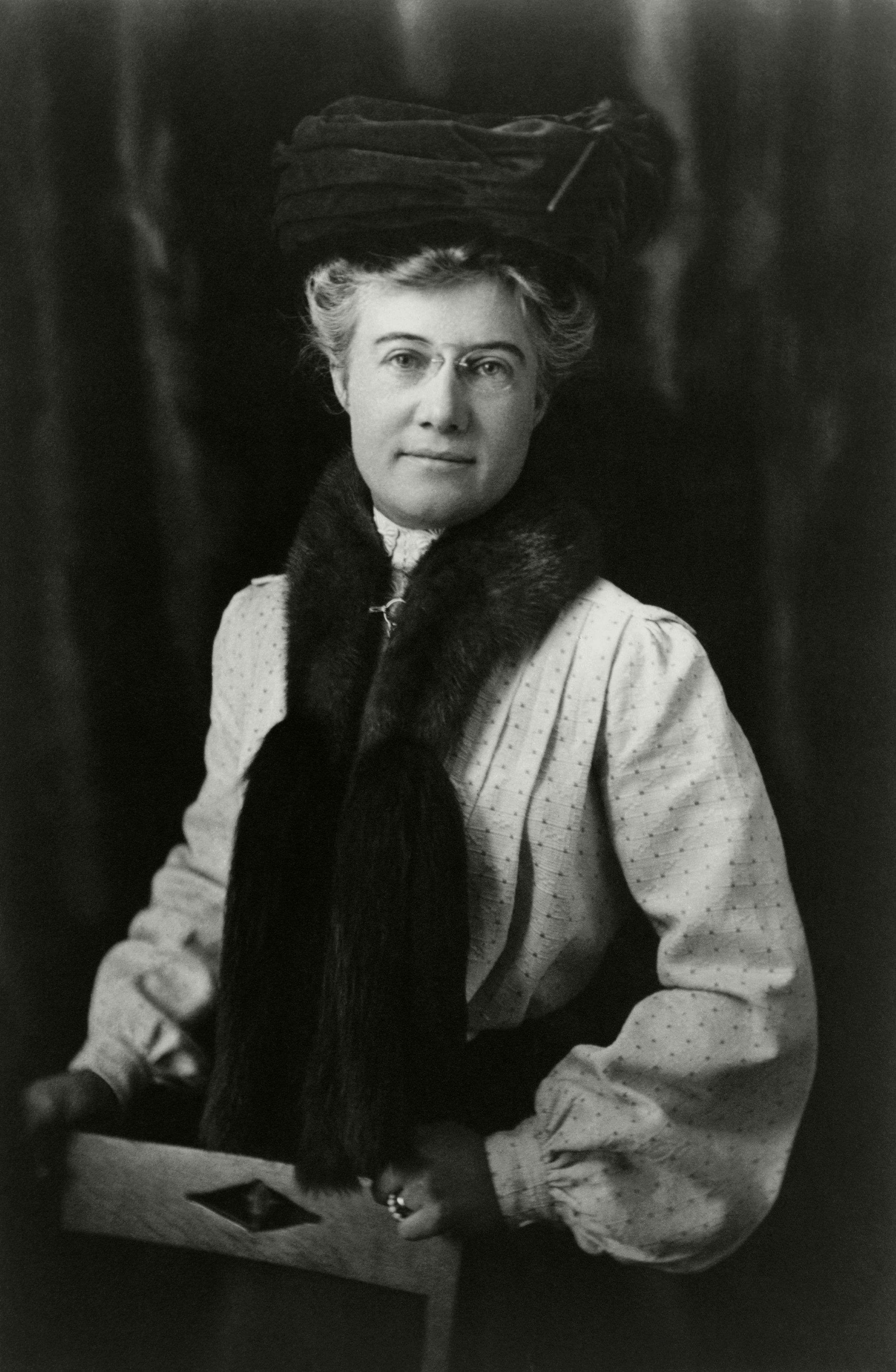
Mattie Edwards Hewitt

## Expositions permanentes
Plusieurs musées exposent de façon permanente des photographies de Frances Benjamin Johnston :
- L'Art Institute of Chicago[10],
- Le musée d'art Nelson-Atkins[11],
- Le Museum of Modern Art[12],
- La National Gallery of Art[13],
- La National Portrait Gallery[14],
- L'Union List of Artist Names[15].

### Notices encyclopédiques
- (en-US) Anne Tucker (dir.), The Woman's Eye, New York, Alfred A Knopf (réimpr. 1975, 1976) (1re éd. 1973), 180 p. (ISBN 9780394706269, OCLC 222464676, lire en ligne), p. 29-43,
- (en-US) Jeffrey Simpson, The way life was : a photographic treasury from the American past, New York, Praeger Publishers, 1974, 252 p. (ISBN 9780275516703, OCLC 827895, lire en ligne), p. 33-43,
- (en-US) Barbara Sicherman (dir.), Harriette Walker (dir.), Carol Hurd Green (dir.) et Olaf Hansen (rédacteur), Notable American Women : The Modern Period, Cambridge, Massachusetts, Belknap Press (réimpr. 1993) (1re éd. 1980), 808 p. (ISBN 9780674627338, OCLC 787838964, lire en ligne), p. 381-383. ,
- (en-US) Anne Commire (dir.), Deborah Klezmer (dir.) et Barbara Morgan (rédactrice), Women in World History, vol. 8 : Jab-Kyt, Waterford, Connecticut, Yorkin Publications, 1999, 896 p. (ISBN 9780787640675, lire en ligne), p. 253-256. ,

### Essais et biographies
- (en-US) Pete Daniel et Raymond W. Smock, A Talent for Detail, New York, Harmony Books, 1974, 182 p. (ISBN 9780517516423, OCLC 1206175, lire en ligne),
- (en-US) Bettina Berch, The Woman behind the Lens : The Life and Work of Frances Benjamin Johnston, 1864–1952, Charlottesville, Virginie, University Press of Virginia, 2000, 171 p. (ISBN 9780813919386),

### Articles
- (en-US) John C. L. Andreassen, « Frances Benjamin Johnston and Her Views of Uncle Sam », Louisiana History: The Journal of the Louisiana Historical Association, vol. 1, no 2,‎ printemps 1960, p. 130-136 (17 pages) (lire en ligne ),
- (en-US) Jeannene M. Przyblyski, « American Visions at the Paris Exposition, 1900: Another Look at Frances Benjamin Johnston's Hampton Photographs », Art Journal, vol. 57, no 3,‎ automne 1998, p. 60-68 (9 pages) (lire en ligne ). ,
- (en-US) Elizabeth M. Gushee, « Travels Through the Old South: Frances Benjamin Johnston and the Vernacular Architecture of Virginia », Art Documentation, vol. 27, no 1,‎ printemps 2008, p. 18-23 (6 pages) (lire en ligne ),